# Mizu wa Umi ni Mukatte Nagareru
Mizu wa Umi ni Mukatte Nagareru (japanisch 水は海に向かって流れる) ist eine Manga-Serie von Rettō Tajima, die von 2018 bis 2020 in Japan erschienen ist. Im Jahr 2023 wurde eine Realverfilmung unter der Regie von Tetsu Maeda in die japanischen Kinos gebracht.

## Inhalt
Die Geschichte handelt von Naotatsu Taiga, einem 17-jährigen Schüler, der für die Schule in eine neue Stadt zieht und dort zunächst bei seinem Onkel unterkommen soll. Stattdessen wird er in ein Wohnhaus mit mehreren erwachsenen Mitbewohnern aufgenommen, unter anderem Chisa Sanada, einer 26-jährigen Büroangestellten. Zwischen Taiga und Chisa entwickelt sich im Verlauf der Geschichte eine stille, freundschaftliche Beziehung, die von gegenseitigem Verständnis und emotionaler Tiefe geprägt ist.

## Veröffentlichung
Die Mangaserie wurde von 2018 bis 2020 im Magazin Bessatsu Shōnen Magazine veröffentlicht. Die Kapitel wurden von Kodansha in 3 Sammelbänden veröffentlicht.

## Verfilmung
Eine Realverfilmung des Mangas kam am 9. Juni 2023 in die japanischen Kinos. Die Regie führte Tetsu Maeda, das Drehbuch stammte von Satomi Oshima. Die Hauptrollen übernahmen Suzu Hirose und Ōji Suzuka.

## Rezeption
Die Manga-Serie erhielt überwiegend positive Kritiken. In der jährlichen Rangliste „Book of the Year 2020“ des japanischen Kulturmagazins Da Vinci belegte der Manga Platz 18. In der vom Verlag Takarajimasha veröffentlichten Manga-Umfrage Kono Manga ga Sugoi! erreichte die Serie 2019 den 5. Platz und 2020 den 4. Platz in der Kategorie „Top 20 Manga für männliche Leser“. Darüber hinaus wurde der Manga in den Jahren 2020 und 2021 für den Manga Taishō nominiert – in der 13. und 14. Ausgabe des Preises. Zudem wurde es mit dem New Creator Prize im Rahmen des 24. Osamu-Tezuka-Kulturpreises ausgezeichnet.